# Armoriale dei comuni della Gironda
Questa pagina contiene le armi (stemma e blasonatura) dei comuni della Gironda.
| Stemma | Nome del comune e blasonatura |
| ------ | --- |
|        | Bazas De gueules à la tour donjonnée de trois pièces, maçonnée, ouverte et ajourée de sable, mouvant du flanc senestre, adextrée de saint Jean Baptiste à genoux devant son bourreau contourné brandissant un cimeterre, le tout d'or, sur une terrasse herbée du même; au chef cousu d'azur chargé de trois fleurs de lis d'or (di rosso, alla torre torricellata di tre pezzi, mattonata, aperta e finestrata di nero, movente dal fianco sinistro, addestrata da san Giovanni Battista in ginocchio davanti al suo carnefice, rivoltato, brandente una scimitarra, il tutto d'oro, su una terrazza erbosa dello stesso; al capo cucito d'azzurro, caricato di tre gigli d'oro) |
|        | Bègles D'azur à la bande cousue de gueules chargée de l'inscription OMNIA LABORE en lettres capitales de sable, accompagnée en chef d'une ruche adextrée de deux abeilles volantes l'une au-dessus de l'autre, la première en bande et la seconde en barre, et senestrée, en chef, d'une autre en bande, le tout d'or, et en pointe d'un navire de trois mâts, équipé et pavillonné d'argent, voguant sur une mer du même (d'azzurro, alla banda cucita di rosso, caricata dell'iscrizione OMNIA LABORE in lettere maiuscole di nero, accompagnata in capo da un'arnia addestrata da due api volanti l'una sull'altra, la prima in banda e la seconda in sbarra, e sinistrata, in capo, da una terza in banda, il tutto d'oro, e in punta da una nave di tre alberi, fornita e banderuolata d'argento, vogante su un mare dello stesso, movente dalla punta) |
|        | Blaye D'azur à la porte de gueules coulissée de sable, fortifiée de deux tours, le tout d'argent maçonné aussi de sable, surmonté d'une fleur de lys d'or et posé sur une rivière ondée aussi d'argent mouvant de la pointe (d'azzurro, alla porta di rosso con saracinesca di nero, fortificata da due torri, il tutto d'argento murato pure di nero, sormontato da un giglio d'oro e posato su un fiume ondato pure d'argento movente dalla punta) |
|        | Bordeaux « De gueules à la Grosse Cloche d'argent (château de quatre tours crénelées et couvertes d'argent et sommé d'un clocher du même portant une cloche aussi d'argent, le tout) maçonnée de sable, surmontée d'un léopard d'or et posée sur des ondes d'azur mouvant de la pointe et chargées d'un croissant d'argent ; au chef cousu de France » (di rosso, alla Grosse Cloche 'argento (castello di quattro torri merlate e coperte d'argento e cimato a un campanile dello stesso completo di una campana pure d'argento) murato di nero, sormontato da un leopardo d'oro e posto su delle onde d'azzurro moventi dalla punta e caricate da un crescente d'argento; al capo cucito di Francia (d'azzurro caricato di tre gigli d'oro))) |
|        | Cadillac Écartelé : au premier et au quatrième d'or aux trois pals de gueules, au deuxième et au troisième d'or aux deux vaches de gueules passant l'une sur l'autre (inquartato: nel 1º e nel 4º d'oro, a tre pali di rosso; nel 2º e 3º d'oro, a due vacche di rosso, passanti l'una sull'altra) |
|        | Cenon de gueules au cerf d'or, senestré d'un arbre au naturel et tenant un écusson fascé ondé d'argent et d'azur (di rosso, al cervo d'oro, sinistrato da un albero al naturale e tenente uno scudetto fasciato ondato d'argento e d'azzurro) |
|        | Flaujagues d'or à la nef de sable, au chef d'azur chargé d'une tierce ondée d'argent (d'oro, alla nave di nero; al capo d'azzurro, caricato da una terza ondata d'argento) |
|        | Langon d'or aux trois pals de gueules (d'oro, a tre pali di rosso) |
|        | Mérignac D'azur à la tour d'argent ouverte de gueules, à la barre du même brochant sur le tout. (d'azzurro, alla torre d'argento aperta di rosso, alla sbarra dello stesso attraversante sul tutto) |
|        | Mios D'azur à l'écureuil assis d'or rongeant une noisette du même, au chef cousu de gueules chargé de trois coquilles aussi d'or (d'azzurro, allo scoiattolo d'oro che rode una nocciola dello stesso; al capo cucito di rosso caricato di tre conchiglie pure d'oro) |
|        | Pessac D'azur à la barre cousue partie de sinople et de gueules, accompagnée en chef de deux grappes de raisin fruitées d'or, tigées et feuillées de sinople, et en pointe d'une forêt de pins sur une terrasse isolée de sable. Nota: questo stemma presenta delle irregolarità. (d'azzurro, alla sbarra cucita partita di verde e di rosso, accompagnata in capo da due grappoli di vite fruttati d'oro, fustati e fogliati di verde, e in punta da una foresta di pini su una terrazza isolata di nero) |
|        | Pomerol d'azur au chef cousu de sable chargé d'une croix d'argent (d'azzurro, al capo cucito di nero caricato di una croce d'argento) |
|        | Sainte-Foy-la-Grande au premier d'argent à la tour de sable, maçonnée, ajourée et ouverte du champ, au second de gueules au lion d'or ; le tout sommé d'un chef d'azur chargé de trois fleurs de lys d'or (partito: nel 1° d'argento, alla torre di nero, murata, finestrata e aperta del campo; nel 2° di rosso, al leone d'oro; il tutto cimato da un capo d'azzurro, caricato di tre gigli d'oro) |
|        | Saint-Médard-d'Eyrans (xxx) |
|        | Saint-Vivien-de-Médoc (xxx) |
|        | Talence D'or, aux talles de sinople posées sur une terrasse du même ; au sanglier de sable défendu et allumé de gueules brochant sur les tiges (d'oro, a due talee di verde poste su una terrazza dello stesso; al cinghiale di nero difeso e illuminato di rosso attraversante sui rami) |
|        | Tauriac Coupé mi-parti en chef : Au 1, d'azur à un cep de vigne d'argent, fruité d'or, tortillant un carasson d'argent, hissant d'une terrasse de trois coteaux de même et au soleil naissant d'or de l'angle dextre du chef. Au 2, de gueules, au clocher mur d'argent maçonné de sable de l'ancienne église roman, à deux clochetons et arcature ouverte du champ, posé sur une corniche d'argent et supportant une cloche d'or au battant d'argent. Au 3, de gueules, au « tympan de Tauriac », demi-cintre et registre en orleron d'or brodé d'argent, le linteau chargé de deux paissants à queues spiralées d'argent, desquels naissent des spirales d'argent enfermant autant de roses (5,1,5) aussi d'argent, sur le tout un demi-cercle d'or chargé d'un Agnus Dei dans un cercle d'or brodé d'argent et assosté de deux oiseaux ; le tympan est posé sur deux sommets de chapiteaux d'argent hissant de la pointe de l'écu et accosté en chef de coquilles de Saint-Jacques d'argent. (semipartito troncato: nel 1º d'azzurro, al ceppo di vite d'argento, fruttato d'oro che si avvolge su un tutore pure d'argento, nascente da una terrazza di tre zolle dello stesso, al sole d'oro nascente dall'angolo destro del capo; nel 2º di rosso, al muro campanile d'argento murato di nero dell'antica chiesa romana, a due piccoli campanili e con l'arco aperto del campo, posato su una cornice pure d'argento e sostenente una campana d'oro, battagliata d'argento; nel 3º di rosso, al timpano di Tauriac, posto su due capitelli d'argento e uscente dalla punta dello scudo e accostato in capo da due conchiglie di San Giacomo d'argento) |